# Stara Cerkev
Stara Cerkev je naselje u slovenskoj Općini Kočevju. Stara Cerkev se nalazi u pokrajini Dolenjskoj i statističkoj regiji Jugoistočnoj Sloveniji. 

## Stanovništvo
Prema popisu stanovništva iz 2002. godine naselje je imalo 285 stanovnika.